# Daniel Franzen
Daniel Franzen (Eupen, 29 januari 1983) is een Belgisch Duitstalig politicus voor de CSP. Hij is sinds 2018 burgemeester van Bütgenbach.

## Levensloop
Franzen behaalde in 2001 een bachelor in de bouwkunde aan de hogeschool HERS in Verviers en in 2006 een diploma als onderwijzer aan de Autonome Hochschule (AHS) in Eupen. Hij werkte van 2004 tot 2008 als bouwkundig tekenaar bij een architect en werd in 2007 leraar in het secundair onderwijs, in het Bisschoppelijk Instituut in Büllingen.
In 2012 stapte hij in de politiek en kwam voor de CSP op bij de gemeenteraadsverkiezingen van dat jaar in Bütgenbach. Hij werd verkozen tot gemeenteraadslid en werd tot eind 2018 tevens schepen van Scholen, Jeugd, Cultuur en Gezondheid. Sinds december 2018 is Daniel Franzen burgemeester van de gemeente.
Van 2012 tot 2014 was hij tevens provincieraadslid voor Luik en was hierdoor eveneens lid met raadgevende stem van het Parlement van de Duitstalige Gemeenschap. In mei 2014 werd hij als volwaardig lid verkozen in het Parlement van de Duitstalige Gemeenschap, waardoor hij ontslag nam uit de provincieraad. Van juni 2014 tot november 2017 was Franzen er CSP-fractievoorzitter. In december 2018 nam hij ontslag als parlementslid toen hij burgemeester van Bütgenbach werd.